# Richard K. Lublin

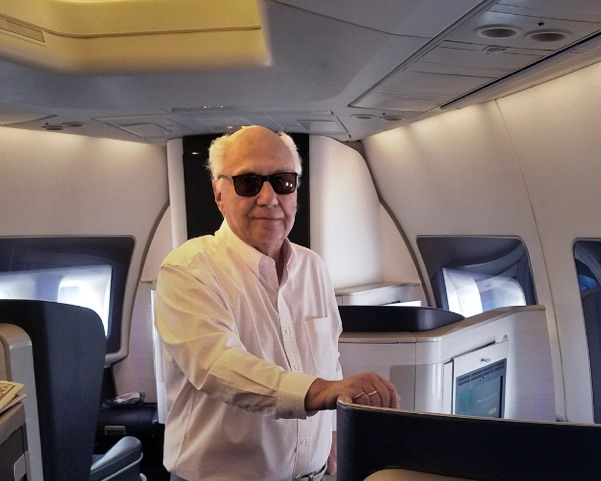
Richard K. Lublin di ritorno dai Primetime Emmy Awards

Richard K. Lublin (Hartford, 15 ottobre 1939) è un attore, filantropo, giudice ed educatore statunitense.